# Zvětšená slezina a játra u slepic
Zvětšená slezina a játra je přenosné onemocnění dospělých slepic, zejména masného typu, charakterizované poklesem snášky, zvýšenou mortalitou a zvětšením jater a sleziny. První popis pochází z Austrálii (1980), v Evropě a v USA probíhá onemocnění spíše inaparentně (skrytě)nebo jen v mírné formě.
Původcem onemocnění je pravděpodobně dosud neidentifikovaný virus. Pomnožuje se v kuřecích embryích pouze po intravenózní (iv.) aplikaci. Ve tkáních infikovaných slepic byl imunohistochemicky nebo imunofluorescenčně prokázán zatím pouze virový antigen.

## Výskyt
Přirozený výskyt nemoci je znám jen u kura domácího ve věku nad 24 týdnů. K experimentální infekci je ale drůbež vnímavá bez ohledu na věk, včetně embryí. Vnímavá kuřata se mohou infikovat injekčně, aplikací leukocytů nebo suspenze jater či sleziny od postižených ptáků. Infekce se v hejnu šíří pomalu, předpokládá se fekálně-orální cesta. Vertikální přenos se nevylučuje, ale nebyl zatím prokázán. Člověk může sloužit jako mechanický vektor při šíření infekce. U uzdravených jedinců (rekonvalescentů) byl pozorován častější výskyt infekcí E. coli a žloutkové peritonitidy.

## Příznaky
Klinické příznaky jsou variabilní. Infekce může probíhat subklinicky nebo se projevuje zhoršenou užitkovostí, opožděným začátkem snášky, neschopností dosáhnout vrcholu snáškové křivky nebo poklesem produkce vajec (až o 20 %) a dřívějším nástupem pelichání. Morbidita bývá nízká, týdenní mortalita ale může být zvýšená (až 1 %) po 3-4 týdny. V průběhu infekce a ještě několik dalších týdnů bývají snesená vejce menší, skořápka zeslabená a špatně pigmentovaná. Oplozenost, líhnivost a vnitřní kvalita násadových vajec nejsou změněny. U slepic se pozoruje netečnost, anémie a špinavé peří kolem kloaky.
Pitevní nález je také variabilní. Slepice mohou být v dobrém výživném stavu, ale vole mívají prázdné, slezina je silně zvětšená (2-3krát v porovnání s normální velikostí), s četnými drobnými nekrózami. Játra jsou také zvětšená s malými subkapsulárními krváceninami. Dalšími nálezy mohou být překrvení plic a edém, enteritida, regrese ovaria, žloutková peritonitida, zduřelé ledviny, hemoragie na pankreatu. Zvětšenou slezinu lze nalézt i u klinicky zdravé drůbeže v postiženém hejnu.
Diagnostika je zatím založena pouze na klinickém a pitevním nálezu u dospělých slepic (zvětšená slezina a játra). Diferenciálně diagnosticky je nutné odlišit infekce adenoviry II. skupiny, Markovu nemoc, leukózu, retikuloendoteliózu, kolibacilózu, pasteurelózu, adenovirovou salpingitidu a mykoplasmózu.
Specifická terapie ani prevence nejsou známé. Doporučují se základní opatření chránící hejna před zavlečením a šířením nákazy do chovů. 